# لوئیس ابراموویچ
لوئیس ابراموویچ (انگلیسی: Luis Abramovich؛ زادهٔ ۱۹۶۲) بازیکن فوتبال اهل آرژانتین است.
از باشگاه‌هایی که در آن بازی کرده‌است می‌توان به باشگاه فوتبال راسینگ کلوب آویاندا و باشگاه فوتبال بوکا جونیورز اشاره کرد.